# Mare de Déu de la Consolació de Cercs
La Mare de Déu de la Consolació de Cercs és una obra del municipi de Cercs (Berguedà) inclosa en l'Inventari del Patrimoni Arquitectònic de Catalunya.

## Descripció

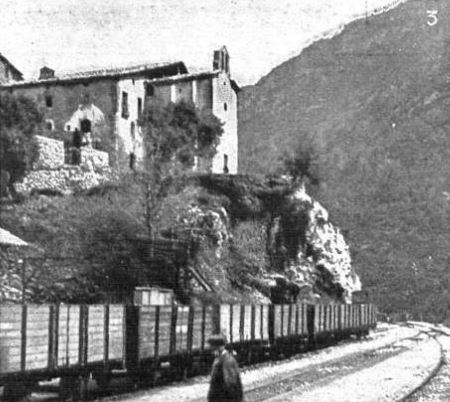
Any 1910

Es tracta d'un conjunt d'església i casa-ermita adossada que constituïa un antic santuari marià. Temple de planta de creu grega amb cambril. Cúpula al creuer. Campanar d'espadanya de dues obertures i de fàbrica de maó. Múltiples obres i modificacions. Queda immergit en un context dominat per les construccions mineres de l'explotació propera. Situat a mitja costa, per sobre la carretera. La casa-ermita és en procés ruïnós.

## Història
El santuari de la Mare de Déu de la Consolació fou construït a finals del segle xviii (1783) per iniciativa de Fra Francesc Puig, prior de Sant Salvador de la Vedella (Cercs). Les obres del Santuari i de l'hostatgeria veïna foren dirigides pel mestre d'obres Pere Puig de Berga. L'any 1785 l'església ja estava coberta i les voltes arribaven fins al presbiteri. L'any 1790 fou beneïda. Fou decorada amb pintures murals obra del pintor Tomàs Viladomat, oncle d'Antoni Viladomat.